# 군위 지보사 석조아미타여래삼존좌상
군위 지보사 석조아미타여래삼존좌상(軍威 持寶寺 石造阿彌陀如來三尊坐像)은 대한민국 대구광역시 군위군 군위읍 지보사에 있는 불상이다. 2018년 12월 20일 경상북도의 유형문화재 제526호로 지정되었다.

## 개요
이 불상은 군위 지보사 대웅전에 봉안되어 있는 불석제(佛石製)의 삼존상이다. 주존상과 두 협시상의 복장(腹藏)에서 발견된 발원문에 의하면 1686년에 승호파(勝湖派) 상륜(尙倫)의 주도로 제작되었음을 알 수 있다. 수조각승 상륜은 조선후기 17세기 말에서 18세기 초까지 경상도 일대에서 가장 활발한 조상(彫像) 활동을 펼친 승호파의 주요 조각승이다. 발원문에 삼존상의 존명(尊名)이 기록되어 있지는 않지만, 일반적인 도상학 원리에 따르면 아미타불상과 관음보살상, 대세지보살상으로 판단된다.
제작연대, 조각승의 이름, 봉안처 등 조선후기 불교조각사 연구에 중요한 학술적 정보를 갖고 있으며 작품의 완성도도 뛰어나므로 유형문화재로 지정한다.

## 참고 문헌
- 군위 지보사 석조아미타여래삼존좌상 - 국가유산청 국가유산포털